# Allah muss nicht gerecht sein
Allah muss nicht gerecht sein (Original: Allah n'est pas obligé) ist ein Roman des ivorischen Schriftstellers Ahmadou Kourouma (1927–2003) aus dem Jahr 2000. Das Werk wurde im gleichen Jahr unter anderem mit dem Prix Renaudot und mit dem Prix Goncourt des lycéens ausgezeichnet.

## Handlung
Birahima ist ein 10- oder 12-jähriger Junge aus dem Norden der Elfenbeinküste. Seine Mutter leidet an einer Beinamputation und verstirbt, sodass er zum Waisen wird. Die Verwandtschaft schickt ihn zusammen mit dem Fetischpriester Yacouba nach Liberia, um dort seine Tante zu suchen, welche für ihn sorgen soll. Doch schon zu Beginn ihrer Reise werden sie von Rebellen der National Patriotic Front of Liberia entführt; Birahima wird zum Kindersoldaten und Yacouba wird der vertraute Fetischpriester des Oberst Papa le Bon.
Birahima erzählt fortan seine einer Odyssee ähnelnden Reise auf der Suche nach seiner Tante zwischen 1993 und 1997. Dabei muss er von Kriegen verwüstete Länder (Liberia, Guinea, Sierra Leone) durchqueren und berichtet von den grausamen Lebensbedingungen der Kindersoldaten.
Der vollständige Buchtitel müsste eigentlich lauten „Allah muss nicht gerecht sein in all seinen Dingen auf Erden.“ (französisch Allah n'est pas obligé d'être juste dans toutes ses choses ici-bas.)

## Zitate
- „A Zorzor, le colonel Papa le bon avait le droit de vie et de mort sur tous les habitants. Il était le chef de la ville et de la région et surtout le coq de la ville. A faforo! Walahé (au nom d'Allah)!“ (Kapitel II)
- „On releva les morts. Beaucoup de morts. Malgré les fétiches musulmans et chrétiens, quatre enfants-soldats furent disloqués, dispersés par les obus. Ils étaient plus que morts, deux fois morts. Leurs restes furent enfouis dans la fosse commune avec les morts. Au moment de fermer la fosse commune, Johnson a pleuré. C'était marrant de voir un bandit de grand chemin, un criminel comme Johnson, pleurer à chaudes larmes tellement, tellement il était en colère contre ECOMOG. Il a revêtu l'habit de moine pour l'occasion et il a prié et il a parlé. Il a dit comme la sainte Marie-Béatrice que les enfants-soldats étaient les enfants du bon Dieu. Dieu les avait donnés, Dieu les a repris. Dieu n'est pas obligé d'être toujours juste. Merci bon Dieu. Cela valait une oraison funèbre, cela me dispensait de faire une oraison funèbre dont je n'ai pas envie. Oui, merci bon Dieu.“ (Kapitel IV)
- „C'est pourquoi on dit, tout le monde dit que le cœur de sœur Aminata Gabrielle, colonel de l'armée sierraléonaise, a servi comme dessert délicat et délicieux d'une fin de fête bien arrosée. (Repas bien arrosé signifie repas au cours duquel on a bu beaucoup de bière de mil.) Faforo! Gnamokodé!“ (Kapitel V)

## Rezeption
Die unabhängige Internetseite Rezensionen.ch schreibt über den Autor: „Ahmadou Kourouma ist zweifelsohne eine der bedeutendsten und kraftvollsten literarischen Stimmen Schwarzafrikas.“ Kourouma setzte sich bis zur Erscheinung von Allah n'est pas obligé kritisch „mit der Identitätsproblematik des entkolonialisierten, oft sich selbst überlassenen Afrikas“ auseinander und war „mit der spürbaren Hoffnung auf eine bessere und selbstbestimmte Zukunft des Kontinents verbunden.“

## Auszeichnungen
- Prix Renaudot 2000
- Prix Goncourt des lycéens 2000
- Prix Amerigo-Vespucci am Festival international de géographie 2000

## Ausgaben
Original
- Ahmadou Kourouma: Allah n'est pas obligé. Points, Paris 2000, ISBN 2-02-052571-2.

in Deutsch
- Übers. Sabine Herting: Allah muss nicht gerecht sein. Albrecht Knaus Verlag, München 2002; wieder Goldmann, München 2004, ISBN 978-3-442-45732-8